# Toxabramis nhatleensis
Toxabramis nhatleensis és una espècie de peix d'aigua dolça de la família dels ciprínids i de l'ordre dels cipriniformes. Només s'ha trobat a Vietnam. Degut al seu descobriment recent, es desconeix l'abundància i l'hàbitat preferent de l'espècie.
L'holotip d'aquesta espècie (i set paratips) es van recollir a riu Nhật Lệ a la província de Quảng Bình, al nord del Vietnam, el 2004. Aquests exemplars tenien mides entre els 56 i els 72 mm.